# Anosy-Mausmaki
Der Anosy-Mausmaki (Microcebus tanosi) ist eine im südlichen Madagaskar lebende Primatenart aus der Gattung der Mausmakis innerhalb der Gruppe der Lemuren. Typuslokalität und bisher einziges bekanntes Verbreitungsgebiet der erst 2013 beschriebenen Art sind der stark abgeholzte Manantantelywald und der weniger zerstörte Ivoronawald in der Region Anosy. Das Art-Epitheton tanosi ist aus dem madagassischen abgeleitet und bedeutet “aus der Region Anosy.”

## Merkmale
Anosy-Mausmakis zählen zu den größeren Vertretern ihrer Gattung und erreichen Gesamtlängen von 25,5 bis 27,5 cm, bei einer Schwanzlänge von 11,5 bis 15 cm und einem Gewicht bis zu 49 g. Die Tiere haben auf der Rückenseite ein dichtes, langes, dunkelbraunes Fell, einen rotbraunen Kopf, eine stumpf beige bis dunkelgraue Unterseite und einen diffusen, dunklen Streifen auf der Rückenmitte der bis zur Schwanzwurzel reicht. Das Unterhaar der Rückenseite ist dunkelbraun, das der Bauchseite von Van-Dyck-brauner Farbe. Die Oberseiten von Händen und Füßen sind grau, die Schnurrhaare dunkel. Kopfoberseite und Ohren sind antikbraun. Oberhalb der Nase, zwischen den Augen liegt ein heller Fleck. Der Schwanz ist bei den Exemplaren aus dem Manantantelywald mit dichten kurzen Haaren, bei denen aus dem Ivoronawald mit langen Haaren bedeckt. Die Schwanzoberseite ist bräunlich, die Unterseite gelbbraun bis olivfarben.
Das Typusexemplar hat eine Länge von 27,5 cm bei einer Kopf-Rumpf-Länge von 12,5 cm und einem Gewicht von 49 g. Der Hinterfuß ist 3,3 cm lang, das Ohr 2 cm. Der Schädel ist 3,44 cm lang, 1,63 cm hoch und 2,06 cm breit (von Jochbein zu Jochbein). Die Schneidezähne haben eine Höhe von 2,23 mm, die Backenzähne sind 1,8 mm hoch.